# Райан, Мисси (журналист)
Мисси Райан (англ. Missy Ryan; род. XX век) — репортёр газеты The Washington Post, освещающая вопросы дипломатии и национальной безопасности. Бывший корреспондент агентства «Рейтер».

## Ранний период жизни и образование
Выросла в штате Мэриленд, США. С 1993 по 1997 год училась в Джорджтаунском университете, где получила степень бакалавра в области английской литературы. С 2003 по 2005 год училась в Гарвардской школе Кеннеди, где получила степень магистра в области государственной политики.
Говорит на испанском и арабском языках.

## Карьера
Писала о политике США в отношении Афганистана и Пакистана, а также на военную тематику. С августа 2008 по март 2010 года работала в Багдаде, Ирак, в качестве корреспондента и заместителя руководителя бюро агентства «Рейтер». Работала иностранным корреспондентом «Рейтер» на Среднем Востоке и в Латинской Америке.
В 2012 году стала сотрудником Белого дома по программе White House Fellows. В 2012 году получила награду Нью-Йоркского пресс-клуба за политические репортажи. Работала в «Рейтер» в Вашингтоне. В 2014 году присоединилась к газете The Washington Post (WP) для освещения Пентагона и военной тематики. С июля 2021 года освещала Государственный департамент, будучи штатным писателем WP. 14 марта 2023 года было объявлено, что она станет корреспондентом WP в Пентагоне.
Является членом Совета по международным отношениям.